# Niulakita
Niulakita és l'illa més meridional de Tuvalu, situada a 270 km al sud de la capital Funafuti.
L'illa té una forma ovalada, amb una allargada d'1 km i una superfície total de 0,4 km². La població total era de 35 habitants al cens del 2002.
Va ser descoberta, el 1595, per Álvaro de Mendaña y Neira que la va anomenar La Solitaria. Redescoberta el 1821 pel nord-americà George Barrett de l'Independence II, s'ha conegut també com a Independence, Sophia o Rocky. Al segle xix va ser utilitzada per l'explotació del guano. El 1944 la va comprar el govern britànic a una companyia australiana per alleugerir la superpoblació de Niutao. S'hi van establir algunes famílies per l'explotació dels cocoters sota l'administració del consell insular de Niutao. Amb aquesta adquisició Tuvalu, que vol dir 'grup de vuit', es va ampliar a nou illes.